# Луи (уезд)
Луи́ (кит. упр. 鹿邑, пиньинь Lùyì) — уезд провинциального подчинения провинции Хэнань (КНР).

## История
Ещё когда эти земли входили в состав царства Чу, здесь был учреждён уезд Кусянь (苦县). Во времена диктатуры Ван Мана уезд был переименован в Лайлин (赖陵县), но при империи Восточная Хань ему было возвращено название Кусянь. Когда в 196 году император Сяо-ди дал Цао Цао титул Упинского хоу (武平侯), то эти места были ему дарованы в качестве удела.
При империи Цзинь в 337 году вместо уезда Кусянь были образованы уезды Фуян (父阳县) и Упин (武平县). В эпоху Южных и Северных династий уезд Фуян был переименован в Гуян (谷阳县).
При империи Суй в 596 году уезд Упин был переименован в Луи. В 617 году уезд был захвачен восставшими крестьянами, которые переименовали его в Вочжоу (涡州县). После установления империи Тан крестьянское восстание было в 620 году подавлено, и уезду было возвращено название Луи.
При империи Тан было объявлено, что династия берёт своё начало от Лао-цзы, и потому место его жизни стало объектом особого внимания. В 666 году уезд Гуян был переименован в Чжэньюань (真源县), в 689 году — в Сяньюань (仙源县), в 705 году — вновь в Чжэньюань.
При империи Сун в 1014 году уезд Чжэньюань был переименован в Вэйчжэнь (卫真县); вместе с уездом Луи он вошёл в состав области Бочжоу (亳州). После монгольского завоевания уезд Вэйчжэнь был в 1265 году присоединён к уезду Луи.
В 1949 году был образован Специальный район Хуайян (淮阳专区), и уезд вошёл в его состав. В 1953 году Специальный район Хуайян был расформирован, и уезд перешёл в состав Специального района Шанцю (商丘专区). В 1958 году Специальный район Шанцю был присоединён к Специальному району Кайфэн (开封专区), но в 1961 году был восстановлен. В 1965 году был создан Специальный район Чжоукоу (周口专区), и уезд вошёл в его состав. В 1969 году Специальный район Чжоукоу был переименован в Округ Чжоукоу (周口地区).
Постановлением Госсовета КНР от 8 июня 2000 года были расформированы округ Чжоукоу и городской уезд Чжоукоу, и образован городской округ Чжоукоу.
1 января 2014 года уезд Луи был официально выведен из состава городского округа Чжоукоу и подчинён напрямую властям провинции Хэнань.

## Административное деление
Уезд делится на 4 уличных комитета, 13 посёлков и 7 волостей.

## Экономика
Уезд является крупным центром по производству кистей для макияжа. По состоянию на 2024 году в Луи работало более 150 компаний по производству кистей для макияжа высокого и среднего ценового сегмента с годовым объемом производства 150 млн наборов. Продукция уезда экспортируется более чем в 20 стран и регионов, в числе которых Средний Восток, Африка, Европа, Республика Корея и США. Годовой доход от экспорта составил 290 млн долл. США, производство предоставило местным жителям более 66 тыс. рабочих мест.